# Барболин, Сергей Дмитриевич
Сергей Дмитриевич Барболин (1897—1917) — русский революционер, организатор юношеского коммунистического движения.

## Биография
Родился в 1897 году в Москве.
Жил в Москве, окончил ремесленное училище, был рабочим Сокольнических трамвайных мастерских. Большевик с 1917 года. Один из организаторов Союза рабочей молодежи «3-й Интернационал» в Сокольническом районе.
В октябре 1917 года в составе отряда Красной гвардии Сокольнического района Сергей Барболин патрулировал улицы города, принимал участие в захвате вагона с оружием на железнодорожной станции «Сокольники-товарная». В ходе революционных событий в Москве 29 октября (11 ноября по новому стилю) 1917 года в бою за здание градоначальства на Тверском бульваре, 20 он был смертельно ранен. Похоронен в Москве на Дорогомиловском кладбище. Могила утрачена.

## Память
- Именем С. Д. Барболина 15 марта 1986 года была названа бывшая 4-я Сокольническая улица.
- На доме № 20 по Тверскому бульвару имеется мемориальная доска: «Здесь во время октябрьских боев 1917 года при взятии дома градоначальника героически погибли члены Союза рабочей молодежи товарищи Жебрунов и Барболин»[2].

- Является одним из действующих лиц в романе В. О. Пелевина «Чапаев и пустота» (1996).